# Ángel Puertas
Ángel Maximiliano Puertas (Buenos Aires, Argentina, 23 de enero de 1980, es un exfutbolista argentino. Jugaba de defensa y su último equipo fue Platense en la Primera B Metropolitana.

## Clubes
| Club                   | País      | Año           |
| ---------------------- | --------- | ------------- |
| San Lorenzo de Almagro | Argentina | 1999-2000     |
| Club Almagro           | Argentina | 2000-2002     |
| CA Belgrano            | Argentina | 2002-2003     |
| CA Los Andes           | Argentina | 2003-2004     |
| San Martín de San Juan | Argentina | 2004-2005     |
| Cobresal               | Chile     | 2006          |
| CA Platense            | Argentina | 2006-2007     |
| CA Huracán             | Argentina | 2007-2008     |
| CA Independiente       | Argentina | 2008-2009     |
| Tacuarembó FC          | Uruguay   | 2010          |
| CA Platense            | Argentina | 2011-2012     |
| Comercial H            | Argentina | 2017-Presente |